# Mns Bale
Mns Bale is een bestuurslaag in het regentschap Pidie van de provincie Atjeh, Indonesië. Mns Bale telt 428 inwoners (volkstelling 2010).